# Super Eurobeat Presents Ayu-ro Mix
SUPER EUROBEAT presents ayu-ro mix es el primer álbum de remixes Eurobeat de la cantante japonesa Ayumi Hamasaki, lanzado al mercado el día 16 de febrero del año 2000 bajo el sello avex trax.

## Detalles
Contiene remixes del tipo Eurobeat de sus singles más populares de los dos álbumes de estudio que había sacado hasta ese momento, "A Song for ××" y "LOVEppears". Todos los remixes disponibles en este álbum fueron hechos por pioneros del género eurobeat en Europa, y que participan activamente lanzando este tipo de música en Japón bajo el sello Avex.

## Canciones
1. Fly high "Euro-Power Mix"
2. appears "Aggressive Extended Mix"
3. Boys & Girls "A Eurosenti Mix"
4. Depend on you "Eurosenti Mix"
5. monochrome "ayu-ro Extended Mix"
6. too late "Euro-Power Mix"
7. Trauma "Eurobeat Mix"
8. Trust "A Eurobeat Mix"
9. WHATEVER "Sentimental Mix"
10. End roll "ayu-ro Extended Mix"
11. Poker Face "Eurosenti Mix"
12. YOU "Aggressive Mix"
13. TO BE "Eurobeat Mix"
14. immature "Sweet Mix"
15. kanariya "Power Mix"

| Antecesor | Álbumes de Remixes de Ayumi Hamasaki | Sucesor     |
| --------- | ------------------------------------ | ----------- |
| ayu-mi-x  | Álbumes de Remixes de Ayumi Hamasaki | ayu-mi-x II |

- Datos: Q2700256